# 平成ノブシコブシの破天荒ダメだし!
『平成ノブシコブシの破天荒ダメだし!』（へいせいのぶしこぶしのはてんこうだめだし!）は、GyaOジョッキーで放送されているバラエティ番組で、毎週生放送で目の前に置いたパソコンを使用して視聴者と生チャットをしながら進行する。GyaOジョッキー閉局に伴い番組も終了することになった。

## レギュラー出演者（過去も含む）
- 平成ノブシコブシ

徳井健太（とくい けんた）
吉村崇（よしむら たかし）
- ポテト少年団（菊地 智義 - きくち ともよし）
- 過去のレギュラー出演者
- 破天荒ガールズ（初期メンバーは、女子大生が出ていたが、途中から派遣が来るなど方向性がわからなくなった。2008年11月10日が最終出演だった。）

初期メンバー
飯塚京（いいづか みやこ）あだ名:のびこ
伊東亜希子（いとう あきこ）あだ名:ゆれ子
階戸瑠季（しなと るり）あだ名:しも子 ※アナCANにも出演
府川綾香（ふかわ あやか）あだ名:あこ貝
中尾衣里（なかお えり）あだ名:鼻下のびこ
中川美香（なかがわ みか）あだ名:みぃにゃん ※ぷりてぃうーまんにも出演
木村彩乃 （きむら あやの）第4回放送にて就職内定による卒業を発表。
新規メンバー
中山真見（なかやま まみ）あだ名:チーママ（第6回放送より登場）
大竹彩加（おおたけ あやか）あだ名:はけん※しも子の話によると初期メンバーだったが、風邪により会議に出られず一度はそのまま出演を見送ったらしい。
一般公募
落合みさと（おちあい みさと）日サロの店長
名前不明 あだ名:厚木夫人…厚木から来たから。
越前ひとみ（えちぜん ひとみ）あだ名:クラゲ…越前クラゲにかけて
名前不明　あだ名:3億円
本田えいこ（ほんだ えいこ）あだ名:ダブルタレ
薄井さやか あだ名:大塚アナ
薄井えりか あだ名:小塚アナ ※大塚アナの妹
- 両角誠（もろずみ まこと）SSMプロデューサー

## コーナー（過去も含む）
- GyaOで生!番組制作部
- 破天荒ガールズの破天荒レポ
  - 第1回（2008年3月10日）:USJ（ゆれ子）、渋谷のカフェテリア（あこ貝）
- 今回から勝敗をつけ、勝者には次週の破天荒レポ出演権もしくは賞金をもらえるという特典がついた。
  - 第2回（2008年3月17日）:コンビニ新商品（しも子）、キティーちゃん（みぃにゃん）:勝者しも子（賞金）
  - 第3回（2008年3月24日）:漫画「君に届け・20世紀少年」（のびこ）、血液型（木村さん）:勝者のびこ（次週の破天荒レポ出演権）
  - 第4回（2008年3月31日）:クイズゲーム（のびこ）、チロルチョコ（のびこ影武者）:勝者のびこ（次週の破天荒レポ出演権）
  - 第5回（2008年4月7日）:パーティーグッズ（鼻筋のびこ）、ゴルフ（チーママ）のびこが出るはずが来ず…。:勝者チーママ（次週の破天荒レポ出演権）
  - 第6回（2008年4月14日）:かわいい子50人に聞いたデートスポット（チーママ）、ラーメン屋ランキング（はけん）:勝者はけん（次週の破天荒レポ出演権）
  - 第7回（2008年4月21日）:フランスについて（ゆれ子）、酸素バーについて（はけん）:勝者ゆれ子（次週の破天荒レポ出演権）
  - 第8回（2008年4月28日）:ペット（しも子）、レスリング（ゆれ子）、自分の説明書について（落合さん）:勝者しも子（次週の破天荒レポ出演権）
  - 第9回（2008年5月12日）:破天荒ガールズのディナーレポート（しも子）、上野動物園（厚木夫人）:勝者しも子（次週の破天荒レポ出演権）
  - 第10回（2008年5月19日）:鎌倉に行ってみよう（しも子）、宮島（クラゲ）:勝者クラゲ（次週の破天荒レポ出演権）
  - 第11回（2008年5月26日）:ウーパールーパーの正しい飼い方（クラゲ）、mixiのコミュニティーについて（3億円）:勝者クラゲ（次週の破天荒レポ出演権）
  - 第12回（2008年6月2日）:チアリーディングについて（クラゲ）、伊坂幸太郎について（3億円）:勝者クラゲ（次週の破天荒レポ出演権）
  - 第13回（2008年6月9日）:あり得ないグルメ（クラゲ）、三千院について（ダブルタレ）、ご当地キティーちゃん（大塚アナ）:勝者クラゲ（次週の破天荒レポ出演権）
- おじいちゃんのコーナー
- 破天荒ガールズの破天荒AVレポ ※クラゲとダブルタレは、先週の番組終了後出演辞退
  - 第1回（2008年6月16日）:もしもnao.が僕の彼女だったら（大塚アナ）、制服人形コスプレドール 蒼井そら（小塚アナ）:勝者大塚アナ
- 大塚アナVS小塚アナ（先に3敗した方がコスプレ）
  - 第2回（2008年6月23日）:Hustle Acky!（大塚アナ）、めがちゅ!第1話（小塚アナ）:勝者大塚アナ（1勝）敗者小塚アナ（1敗）
  - 第3回（2008年6月30日）:Lover's SEX PART-1　愛を確かめ合うLover's篇（小塚アナ）、ナンパ最前線 ガチンコ・ルポ（大塚アナ）:勝者:勝者大塚アナ（2勝）敗者小塚アナ（2敗）
  - 第4回（2008年7月7日）:女尻 水元ゆうな（大塚アナ）、レズビアンデート 西村あみ・一色志乃（小塚アナ）:勝者大塚アナ（3勝）敗者小塚アナ（3敗）
- 罰ゲームとして滝廉太郎?のコスプレ。
  - 第5回（2008年7月14日）:酔ってエロすぎ!8人の美人お姉さん（小塚アナ）、逆ソープ天国 夢野まりあ（小塚アナ）:勝者小塚アナ（1勝）敗者大塚アナ（1敗）
- 大塚アナVSあこ貝（小塚アナのグアム旅行中の対決）
  - 第6回（2008年7月28日）:ERO NOTE（あこ貝）、義母（大塚アナ）:勝者大塚アナ（1勝）敗者あこ貝（1敗）
  - 第7回（2008年8月4日）:女子校生痴女学園3（あこ貝）、SMっぽいの好きですか??（大塚アナ）:勝者大塚アナ（2勝）敗者あこ貝（2敗）
- 大塚アナVS小塚アナ（先に3敗した方がコスプレ）に戻る
  - 第8回（2008年8月11日）:団地妻～あの胸をもう一度～（大塚アナ）、密着セクシー病棟24時（小塚アナ）:勝者大塚アナ（1勝1敗）敗者小塚アナ（1勝1敗）
  - 第9回（2008年8月18日）:となりのお姉さんはGカップ（小塚アナ）この作品はあり ※大塚アナはお休み。
  - 第10回（2008年8月25日）:お受験ママ達 裏口入学取引（大塚アナ）、A BEVY OF BLONDES ブロンドガール（小塚アナ）:勝者小塚アナ（2勝1敗）敗者大塚アナ（1勝2敗）
  - 第11回（2008年11月10日）:ハーレム病棟24時（大塚アナ）、陰茎樹 ふたなりレズ（小塚アナ）:勝者大塚アナ、敗者小塚アナ ※今回は、特別版により勝敗の加算はなし。
  - ちなみにこれが事実上の破天荒ガールズ最後の登場となった。
- しんじさんのコーナー
- 徳井さんのお見合い企画
- 10万円プロジェクト「しんじ小学校を建てよう」
- 破天荒討論
  - 今後の日本経済について
  - 若年層のニート増加について
  - 麻生内閣の支持率21%に…
  - 禁煙社会
  - 定額給付金
  - 小沢一郎の政治資金問題   etc.
- 紅白歌ブロ合戦
- 吉村VSチャッター! 悪口バトル!!
  - 吉村VSチャッター! 生電話バトル!!（2009年2月23日のみ）
- ゲッターズ飯田さんに占ってもらおう。（2009年1月5日のみ）
- 女性チャッター限定ベースケ俳句!!
- シコシコ・ビルゲイツ
- OPPAI祭り実行委員会
- お部屋大声選手権
  - 芸人が外にでて大声で普段いえないことを叫んでもらうコーナー。
- 番組終了野球拳大会

## 放送スケジュール
| 第○回  | 放送日         | メインMC         | 相談役                   | その他出演者 | その他出演者 | ゲスト                                                                                |
| 第1回  | 2008年3月3日   | 平成ノブシコブシ | 菊地智義（ポテト少年団） | 破天荒ガールズ | 両角誠 | -                                                                                     |
| 第2回  | 2008年3月10日  | 平成ノブシコブシ | 菊地智義（ポテト少年団） | 破天荒ガールズ | 両角誠 | -                                                                                     |
| 第3回  | 2008年3月17日  | 平成ノブシコブシ | 菊地智義（ポテト少年団） | 破天荒ガールズ | 両角誠 | -                                                                                     |
| 第4回  | 2008年3月24日  | 平成ノブシコブシ | 菊地智義（ポテト少年団） | 破天荒ガールズ | 両角誠 | -                                                                                     |
| 第5回  | 2008年3月31日  | 平成ノブシコブシ | 菊地智義（ポテト少年団） | 破天荒ガールズ | 両角誠 | ウーパールーパー                                                                      |
| 第6回  | 2008年4月7日   | 平成ノブシコブシ | 菊地智義（ポテト少年団） | 破天荒ガールズ | 両角誠 | 森はるか                                                                              |
| 第7回  | 2008年4月14日  | 平成ノブシコブシ | 菊地智義（ポテト少年団） | 破天荒ガールズ | 両角誠 | 中川美樹                                                                              |
| 第8回  | 2008年4月21日  | 平成ノブシコブシ | 菊地智義（ポテト少年団） | 破天荒ガールズ | 両角誠 | 采女華                                                                                |
| 第9回  | 2008年4月28日  | 平成ノブシコブシ | 菊地智義（ポテト少年団） | 破天荒ガールズ | 両角誠 | 佐野夏芽                                                                              |
| 第10回 | 2008年5月12日  | 平成ノブシコブシ | 菊地智義（ポテト少年団） | 破天荒ガールズ | 破天荒ガールズ | -                                                                                     |
| 第11回 | 2008年5月19日  | 平成ノブシコブシ | 菊地智義（ポテト少年団） | 破天荒ガールズ | 破天荒ガールズ | -                                                                                     |
| 第12回 | 2008年5月26日  | 平成ノブシコブシ | 菊地智義（ポテト少年団） | 破天荒ガールズ | 両角誠 | 中川美樹                                                                              |
| 第13回 | 2008年6月2日   | 平成ノブシコブシ | 菊地智義（ポテト少年団） | 破天荒ガールズ | 両角誠 | 石井めぐる                                                                            |
| 第14回 | 2008年6月9日   | 平成ノブシコブシ | 菊地智義（ポテト少年団） | 破天荒ガールズ | 破天荒ガールズ | -                                                                                     |
| 第15回 | 2008年6月16日  | 平成ノブシコブシ | 菊地智義（ポテト少年団） | 大塚アナ、小塚アナ、代打:あこ貝                                                                                   | 大塚アナ、小塚アナ、代打:あこ貝                                                                                   | -                                                                                     |
| 第16回 | 2008年6月23日  | 平成ノブシコブシ | 菊地智義（ポテト少年団） | 大塚アナ、小塚アナ、代打:あこ貝                                                                                   | 大塚アナ、小塚アナ、代打:あこ貝                                                                                   | -                                                                                     |
| 第17回 | 2008年6月30日  | 平成ノブシコブシ | 菊地智義（ポテト少年団） | 大塚アナ、小塚アナ、代打:あこ貝                                                                                   | 大塚アナ、小塚アナ、代打:あこ貝                                                                                   | ふくろとじ                                                                            |
| 第18回 | 2008年7月7日   | 平成ノブシコブシ | 菊地智義（ポテト少年団） | 大塚アナ、小塚アナ、代打:あこ貝                                                                                   | 大塚アナ、小塚アナ、代打:あこ貝                                                                                   | -                                                                                     |
| 第19回 | 2008年7月14日  | 平成ノブシコブシ | 菊地智義（ポテト少年団） | 大塚アナ、小塚アナ、代打:あこ貝                                                                                   | 大塚アナ、小塚アナ、代打:あこ貝                                                                                   | しんじ（キュートン）                                                                  |
| 第20回 | 2008年7月28日  | 平成ノブシコブシ | 菊地智義（ポテト少年団） | 大塚アナ、小塚アナ、代打:あこ貝                                                                                   | 大塚アナ、小塚アナ、代打:あこ貝                                                                                   | -                                                                                     |
| 第21回 | 2008年8月4日   | 平成ノブシコブシ | 菊地智義（ポテト少年団） | 大塚アナ、小塚アナ、代打:あこ貝                                                                                   | 大塚アナ、小塚アナ、代打:あこ貝                                                                                   | -                                                                                     |
| 第22回 | 2008年8月11日  | 平成ノブシコブシ | 菊地智義（ポテト少年団） | 大塚アナ、小塚アナ、代打:あこ貝                                                                                   | 大塚アナ、小塚アナ、代打:あこ貝                                                                                   | -                                                                                     |
| 第23回 | 2008年8月18日  | 平成ノブシコブシ | 菊地智義（ポテト少年団） | 大塚アナ、小塚アナ、代打:あこ貝                                                                                   | 大塚アナ、小塚アナ、代打:あこ貝                                                                                   | -                                                                                     |
| 第24回 | 2008年8月25日  | 平成ノブシコブシ | 菊地智義（ポテト少年団） | 大塚アナ、小塚アナ、代打:あこ貝                                                                                   | 大塚アナ、小塚アナ、代打:あこ貝                                                                                   | -                                                                                     |
| 第25回 | 2008年9月1日   | 平成ノブシコブシ | 菊地智義（ポテト少年団） | - | - | 徳井さんのお見合い相手5人                                                             |
| 第26回 | 2008年9月8日   | 平成ノブシコブシ | 菊地智義（ポテト少年団） | - | - | 徳井さんのお見合い相手2人+鈴木Q太郎（ハイキングウォーキング）                         |
| 第27回 | 2008年9月22日  | 平成ノブシコブシ | 菊地智義（ポテト少年団） | - | - | 徳井さんのお見合い相手2人                                                             |
| 第28回 | 2008年9月29日  | 平成ノブシコブシ | 菊地智義（ポテト少年団） | - | - | 紅音ほたる                                                                            |
| 第29回 | 2008年10月6日  | 平成ノブシコブシ | 菊地智義（ポテト少年団） | - | - | -                                                                                     |
| 第30回 | 2008年10月20日 | 平成ノブシコブシ | 菊地智義（ポテト少年団） | - | - | -                                                                                     |
| 第31回 | 2008年10月27日 | 平成ノブシコブシ | 菊地智義（ポテト少年団） | - | - | 福田恵悟（LLR）、中須智一（ロシアンモンキー）                                         |
| 第32回 | 2008年11月10日 | 平成ノブシコブシ | 菊地智義（ポテト少年団） | 小塚アナ、大塚アナ                                                                                                | 小塚アナ、大塚アナ                                                                                                | 福田恵悟（LLR）、竹内健人（ミルククラウン）、中須智一（ロシアンモンキー）、紅音ほたる |
| 第33回 | 2008年11月17日 | 平成ノブシコブシ | 菊地智義（ポテト少年団） | - | - | 福田恵悟（LLR）、竹内健人（ミルククラウン）、中須智一（ロシアンモンキー）             |
| 第34回 | 2008年12月1日  | 平成ノブシコブシ | 菊地智義（ポテト少年団） | - | - | 竹内健人（ミルククラウン）、中須智一（ロシアンモンキー）                              |
| 第35回 | 2008年12月8日  | 平成ノブシコブシ | 菊地智義（ポテト少年団） | - | - | 竹内健人（ミルククラウン）、福田恵悟（LLR）                                           |
| 第36回 | 2008年12月15日 | 平成ノブシコブシ | 菊地智義（ポテト少年団） | - | - | 竹内健人（ミルククラウン）、福田恵悟（LLR）                                           |
| 第37回 | 2008年12月22日 | 平成ノブシコブシ | 菊地智義（ポテト少年団） | - | - | 竹内健人（ミルククラウン）、しんじ（キュートン）                                      |
| 第38回 | 2009年1月5日   | 平成ノブシコブシ | 菊地智義（ポテト少年団） | - | - | 中須智一（ロシアンモンキー）、しんじ（キュートン）、ゲッターズ飯田                    |
| 第39回 | 2009年1月19日  | 平成ノブシコブシ | 菊地智義（ポテト少年団） | - | - | 福田恵悟（LLR）、竹内健人（ミルククラウン）、中須智一（ロシアンモンキー）             |
| 第40回 | 2009年1月26日  | 平成ノブシコブシ | 菊地智義（ポテト少年団） | - | - | 矢追純一                                                                              |
| 第41回 | 2009年2月2日   | 平成ノブシコブシ | 菊地智義（ポテト少年団） | - | - | -                                                                                     |
| 第42回 | 2009年2月9日   | 平成ノブシコブシ | 菊地智義（ポテト少年団） | - | - | 原紗央莉                                                                              |
| 第43回 | 2009年2月16日  | 平成ノブシコブシ | 菊地智義（ポテト少年団） | - | - | 中谷貴寛（ポテト少年団）                                                              |
| 第44回 | 2009年2月23日  | 平成ノブシコブシ | 菊地智義（ポテト少年団） | - | - | チャッター（生電話の時）                                                              |
| 第45回 | 2009年3月2日   | 平成ノブシコブシ | 菊地智義（ポテト少年団） | - | - | 福田恵悟（LLR）、板垣あずさ                                                           |
| 第46回 | 2009年3月9日   | 平成ノブシコブシ | 菊地智義（ポテト少年団） | - | - | -                                                                                     |
| 第47回 | 2009年3月16日  | 平成ノブシコブシ | 菊地智義（ポテト少年団） | - | - | 伊藤広大（こりゃめでてーな）                                                          |
| 第48回 | 2009年3月24日  | 平成ノブシコブシ | 菊地智義（ポテト少年団） | - | - | -                                                                                     |
| 第49回 | 2009年3月31日  | 平成ノブシコブシ | 菊地智義（ポテト少年団） | - | - | 硲陽平（イシバシハザマ）                                                              |
| 第50回 | 2009年4月6日   | 平成ノブシコブシ | 菊地智義（ポテト少年団） | - | - | -                                                                                     |
| 第51回 | 2009年4月13日  | 平成ノブシコブシ | 菊地智義（ポテト少年団） | 50回記念!!vs手島優スペシャル！                                                                                    | 50回記念!!vs手島優スペシャル！                                                                                    | 手島優                                                                                |
| 第52回 | 2009年4月20日  | 平成ノブシコブシ | 菊地智義（ポテト少年団） | 漫画『グラップラー刃牙（バキ）』スペシャル！                                                                      | 漫画『グラップラー刃牙（バキ）』スペシャル！                                                                      | 硲陽平、伊藤広大、桑原尚希                                                            |
| 第53回 | 2009年4月27日  | 平成ノブシコブシ | 菊地智義（ポテト少年団） | - | - | -                                                                                     |
| 第54回 | 2009年5月11日  | 平成ノブシコブシ | 菊地智義（ポテト少年団） | - | - | -                                                                                     |
| 第55回 | 2009年5月18日  | モンキーターン   | 菊地智義（ポテト少年団） | モンキーターンの破天荒ダメ出し!                                                                                   | モンキーターンの破天荒ダメ出し!                                                                                   | DH億、ガリットチュウ                                                                  |
| 第56回 | 2009年5月25日  | 平成ノブシコブシ | 菊地智義（ポテト少年団） | ポテ少中谷さんドッキリ企画スペシャル 「中谷さんはいとうさんのおっぱいをいったい何回見るのだろうか」               | ポテ少中谷さんドッキリ企画スペシャル 「中谷さんはいとうさんのおっぱいをいったい何回見るのだろうか」               | 中谷貴寛（ポテト少年団）、いとうあこ                                                  |
| 第57回 | 2009年6月1日   | 平成ノブシコブシ | 菊地智義（ポテト少年団） | - | - | イシバシハザマ                                                                        |
| 第58回 | 2009年6月8日   | 平成ノブシコブシ | 菊地智義（ポテト少年団） | - | - | -                                                                                     |
| 第59回 | 2009年6月15日  | 平成ノブシコブシ | 菊地智義（ポテト少年団） | - | - | -                                                                                     |
| 第60回 | 2009年6月22日  | 平成ノブシコブシ | 菊地智義（ポテト少年団） | - | - | -                                                                                     |
| 第61回 | 2009年6月29日  | 平成ノブシコブシ | 菊地智義（ポテト少年団） | - | - | -                                                                                     |
| 第62回 | 2009年7月6日   | 平成ノブシコブシ | 菊地智義（ポテト少年団） | ほれ薬スペシャル 「手島優をほれ薬でムラムラさせることはできるのか?」                                              | ほれ薬スペシャル 「手島優をほれ薬でムラムラさせることはできるのか?」                                              | 手島優                                                                                |
| 第63回 | 2009年7月13日  | 平成ノブシコブシ | 菊地智義（ポテト少年団） | - | - | -                                                                                     |
| 第64回 | 2009年7月27日  | 平成ノブシコブシ | 菊地智義（ポテト少年団） | イシバシハザマドッキリ企画スペシャル 「イシバシハザマはいとうさんのおっぱいをいったい何回見るのだろうか」         | イシバシハザマドッキリ企画スペシャル 「イシバシハザマはいとうさんのおっぱいをいったい何回見るのだろうか」         | いとうあこ・イシバシハザマ                                                            |
| 第65回 | 2009年8月3日   | 平成ノブシコブシ | 菊地智義（ポテト少年団） | - | - | -                                                                                     |
| 第66回 | 2009年8月10日  | 平成ノブシコブシ | 菊地智義（ポテト少年団） | 佐野夏芽裁判「吉村は本当に佐野夏芽を抱こうとしているのか?」                                                       | 佐野夏芽裁判「吉村は本当に佐野夏芽を抱こうとしているのか?」                                                       | 佐野夏芽                                                                              |
| 第67回 | 2009年8月17日  | 平成ノブシコブシ | 菊地智義（ポテト少年団） | ガリットチュウ熊谷ドッキリ企画スペシャル 「ガリットチュウ熊谷はいとうさんのおっぱいをいったい何回見るのだろうか」 | ガリットチュウ熊谷ドッキリ企画スペシャル 「ガリットチュウ熊谷はいとうさんのおっぱいをいったい何回見るのだろうか」 | いとうあこ・ガリットチュウ                                                            |
| 最終回 | 2009年8月24日  | 平成ノブシコブシ | 菊地智義（ポテト少年団） | 番組終了野球拳スペシャル                                                                                          | 番組終了野球拳スペシャル                                                                                          | 男性:しんじ（キュートン）・石橋尊久（イシバシハザマ） 女性:いとうあこ・森まどか       |